# Занарачанська сільська рада
Занарачанська сільська рада (біл. Занарачнскі сельсавет) — адміністративно-територіальна одиниця в складі Мядельського району розташована в Мінській області Білорусі. Адміністративний центр — Занарочь.
Занарачанська сільська рада розташована на межі центральної Білорусі, у північній частині Мінської області орієнтовне розташування — супутникові знимки [Архівовано 25 серпня 2011 у WebCite], на південний захід від Мяделі.
До складу сільради входять 9 населених пунктів:
- Залізники • Занарочь • Корабани • Колодино • Мокриця • Проньки • Сидоровичі  • Стахівці • Черемшиці.